# Ibo (distrito)

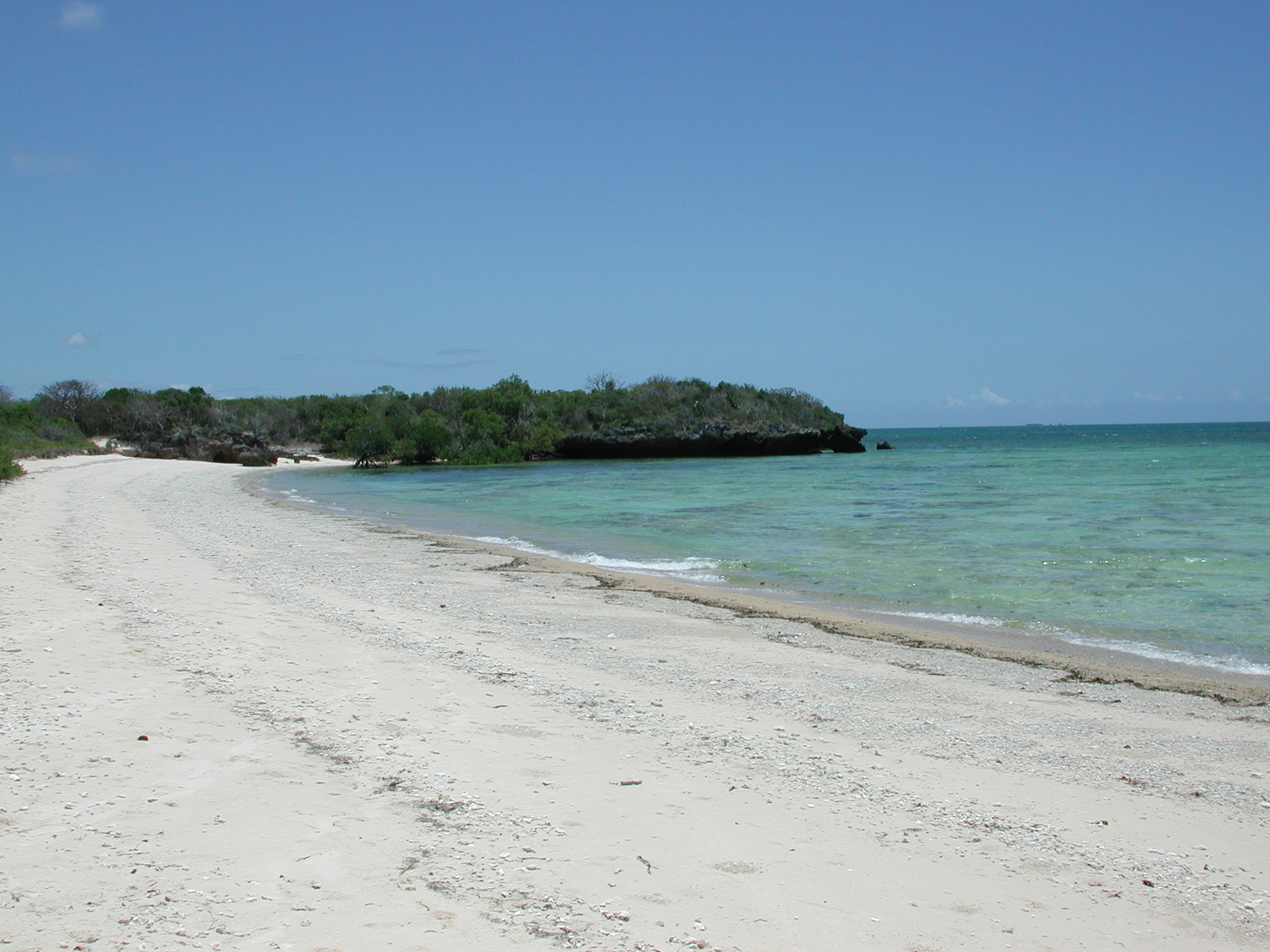
Ilha Quilalea, Moçambique.

Ibo é um distrito da província de Cabo Delgado, em Moçambique, com sede na vila de Ibo. O distrito é inteiramente insular, formado pelas seguintes ilhas do arquipélago das Quirimbas: Ibo, Matemo, Quirimba, Ninave, Quilálea, Quirambo, Rolas e Sencar, das quais as três primeiras são habitadas.

## Demografia
De acordo com os resultados finais do Censo de 2017, o distrito tem 12 205 habitantes numa área de 74 km², o que resulta numa densidade populacional de 165 habitantes por km². A população registada no último censo representa um decréscimo de 25,5% em relação aos 16 384 habitantes contabilizados no Censo de 2007.
| 1997  | 2007   | 2017   |
| 7 061 | 16 384 | 12 205 |

## Divisão administrativa
O distrito está dividido em dois postos administrativos: Ibo e Qurimba, compostos pelas seguintes localidades:
- Posto Administrativo de Ibo:
  - Vila do Ibo, e
  - Matemo
- Posto Administrativo de Quirimba:
  - Quirimba

De notar que em 1998 a vila do Ibo, foi elevada à categoria de município.